# Landesdenkmalamt Berlin
Das Landesdenkmalamt Berlin (LDA) ist der Senatsverwaltung für Stadtentwicklung, Bauen und Wohnen, die die oberste Denkmalbehörde des Landes Berlin darstellt, als Fachbehörde nachgeordnet. Es ist zuständig sowohl für die Baudenkmalpflege, als auch für die Bodendenkmalpflege, die Gartendenkmalpflege sowie für die Archäologie.
Zuständig für alle Genehmigungsfragen sind die Denkmalschutzbehörden der jeweiligen Bezirksämter.

## Aufgaben
Die Aufgaben des Landesdenkmalamtes Berlin (LDA) sind in § 5 des Berliner Denkmalschutzgesetz (DSchG Bln) festgelegt:
- Das LDA entscheidet über die Zustimmung denkmalrechtlicher Genehmigungen bei Meinungsverschiedenheiten zwischen den unteren Denkmalschutzbehörden der Bezirke und dem Landesdenkmalamt.
- Das LDA ist zuständig für die Vergabe von Denkmalpflegezuschüssen, insbesondere nach §§ 7i, 10f und 11b sowie 10g des Einkommensteuergesetz (EStG).
- Dem LDA obliegt die systematische Erfassung von Denkmalen (Inventarisierung) und Erstellen einer Denkmaltopographie sowie deren Veröffentlichung.
- Das LDA kümmert sich um die nachrichtliche Aufnahme von Denkmalen in ein Verzeichnis (Denkmalliste) und dessen Führung.
- Es führt die wissenschaftlichen Untersuchungen der Denkmale und die Unterhaltung denkmalfachlicher Sammlungen als Beitrag zur Berliner Geschichte.
- Das LDA leistet Beratungen und Unterstützungen gegenüber Eigentümer und Besitzer von Denkmalen bei Pflege, Unterhaltung und Wiederherstellung.
- Das LDA wirkt auf die Berücksichtigung von Denkmalen bei der städtebaulichen Entwicklung hin.
- Das LDA ist zuständig für die fachliche Beratung und Erstattung von Gutachten in allen Angelegenheiten der Denkmalpflege.
- Es gibt Rundschreiben zur Pflege von Denkmalen heraus.
- Das LDA kümmert sich um die Veröffentlichung und Verbreitung von denkmalfachlichen Erkenntnissen.
- Dem LDA obliegt die Vertretung öffentlicher Belange des Denkmalschutzes und der Denkmalpflege.

Auf Vorschlag der Senatsverwaltung für Stadtentwicklung, Bauen und Wohnen werden außerdem die zwölf Mitglieder des Landesdenkmalrats berufen.
Der Vollzug des Denkmalschutzgesetzes obliegt den unteren Denkmalschutzbehörden der zwölf Bezirke.

## Geschichte

### Denkmalpflege in Berlin

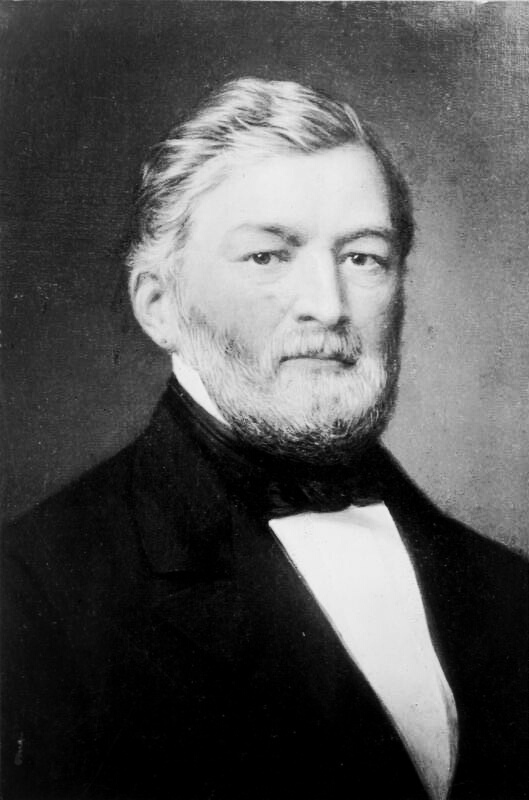
Ferdinand von Quast war ab 1843 der erste preußische Staatskonservator. Ihm zu Ehren wird seit 1987 jährlich die Ferdinand-von-Quast-Medaille als Berliner Denkmalpreis verliehen.

Die Anfänge der Denkmalpflege in Berlin reichen über 200 Jahre zurück. 1815 wurde die preußische Provinz Brandenburg, der das heutige Land Berlin angehörte, gebildet. Zeitgleich forderte der für die oberste Baubehörde Preußens tätige Architekt Karl Friedrich Schinkel in einer Denkschrift unter anderem die Einrichtung von Behörden zur „Erhaltung aller Denkmäler und Alterthümer unseres Landes“ und die Erstellung eines Denkmalverzeichnisses. Die Ernennung des Architekten Ferdinand von Quast zum ersten preußischen Staatskonservator 1843 sowie das erste gedruckt vorliegende Inventar der Bau- und Kunstdenkmäler in der Provinz Brandenburg von 1885 bilden weitere wichtige Meilensteine für die Institutionalisierung der Denkmalpflege in Preußen. 1891 führte die Gründung der Provinzialkommission zur Erforschung und Erhaltung der Denkmäler in der Provinz zur Schaffung des Amtes des Provinzialkonservators. Zum ersten Provinzialkonservator der Provinz Brandenburg wurde 1892 der Architekt Karl Gustav Bluth ernannt.
Die Grundlage für den Bodendenkmalschutz bildete das Preußische Ausgrabungsgesetz von 1914, das vorsah, Ausgrabungen genehmigungspflichtig sowie Funde abgabepflichtig zu machen. Bedingt durch den Ersten Weltkrieg trat das Gesetz jedoch erst 1920 in Kraft. Für den Schutz der Bodendenkmale wurde für jede Provinz ein Staatlicher Vertrauensmann für die kulturgeschichtlichen Bodenaltertümer bestellt, der im Wesentlichen die Aufgaben eines heutigen Landesarchäologen wahrnahm. Zum ersten Vertrauensmann in der Provinz Brandenburg wurde 1922 der Prähistoriker Alfred Götze ernannt. 1939 erhielt Brandenburg das erste eigenständige Archäologische Landesamt: Das neugegründete Brandenburgischen Landesamt für Vor- und Frühgeschichte setzte die Schwerpunkte auf Forschung, Öffentlichkeitsbildung sowie den Aufbau eines Fundarchivs.
Trotz vieler Gesetzesentwürfe kam es in Preußen nie zur Verabschiedung eines umfassenden und allgemeingültigen Denkmalschutzgesetzes. Nach dem Zweiten Weltkrieg blieben die vorhandenen Denkmalschutzregelungen der Länder vorerst bestehen.
Mit Inkrafttreten der Verfassung von Berlin am 1. Oktober 1950 innerhalb der drei Berliner Westsektoren wurde das Land Berlin gegründet. Das Denkmalschutzgesetz Berlin trat am 1. Januar 1978 in Kraft. Der Denkmalschutz in der DDR und damit auch in Ost-Berlin wurde fortan zentral organisiert, jedoch betraf dies nur die Baudenkmalpflege. Die 1954 erschienene Verordnung zum Schutz und zur Erhaltung der ur- und frühgeschichtlichen Bodenaltertümer ersetzte schließlich das Preußische Ausgrabungsgesetz von 1914. Den Schutz der Bau- und Kunstdenkmale regelte ab 1975 das Denkmalpflegegesetz der DDR.
Mit dem Beitritt der DDR zum Geltungsbereich des Grundgesetzes am 3. Oktober 1990 trat das Denkmalpflegegesetz der DDR zugunsten des Berliner Denkmalschutzgesetzes außer Kraft, das den Schutz von Bau-, Kunst und Gartendenkmälern sowie der Archäologie für ganz Berlin bis heute regelt.

### Konservatoren
Provinzialkonservatoren der Provinz Brandenburg und Generalkonservatoren der DDR:
- 1892–1901 Karl Gustav Bluth
- 1901–1907 Georg Büttner
- 1908–1919 Theodor Goecke
- 1919–1944 Erich Blunck
- 1961–1986 Ludwig Deiters
- 1986–1990 Peter Goralczyk

Landeskonservatoren des Landes Berlin:
- 1960–1969 Kurt Seeleke
- 1970–1972 vakant [3]
- 1972–1992 Helmut Engel
- 1992–2018 Jörg Haspel
- seit 201800Christoph Rauhut

## Gliederung
Das Landesdenkmalamt ist in vier inhaltliche Fachabteilungen untergliedert:
- LDA 1 Bau- und Kunstdenkmalpflege
- LDA 2 Gartendenkmalpflege und städtebauliche Denkmalpflege
- LDA 3 Inventarisation und Denkmalvermittlung
- LDA 4 Bodendenkmalpflege

## Dienststelle

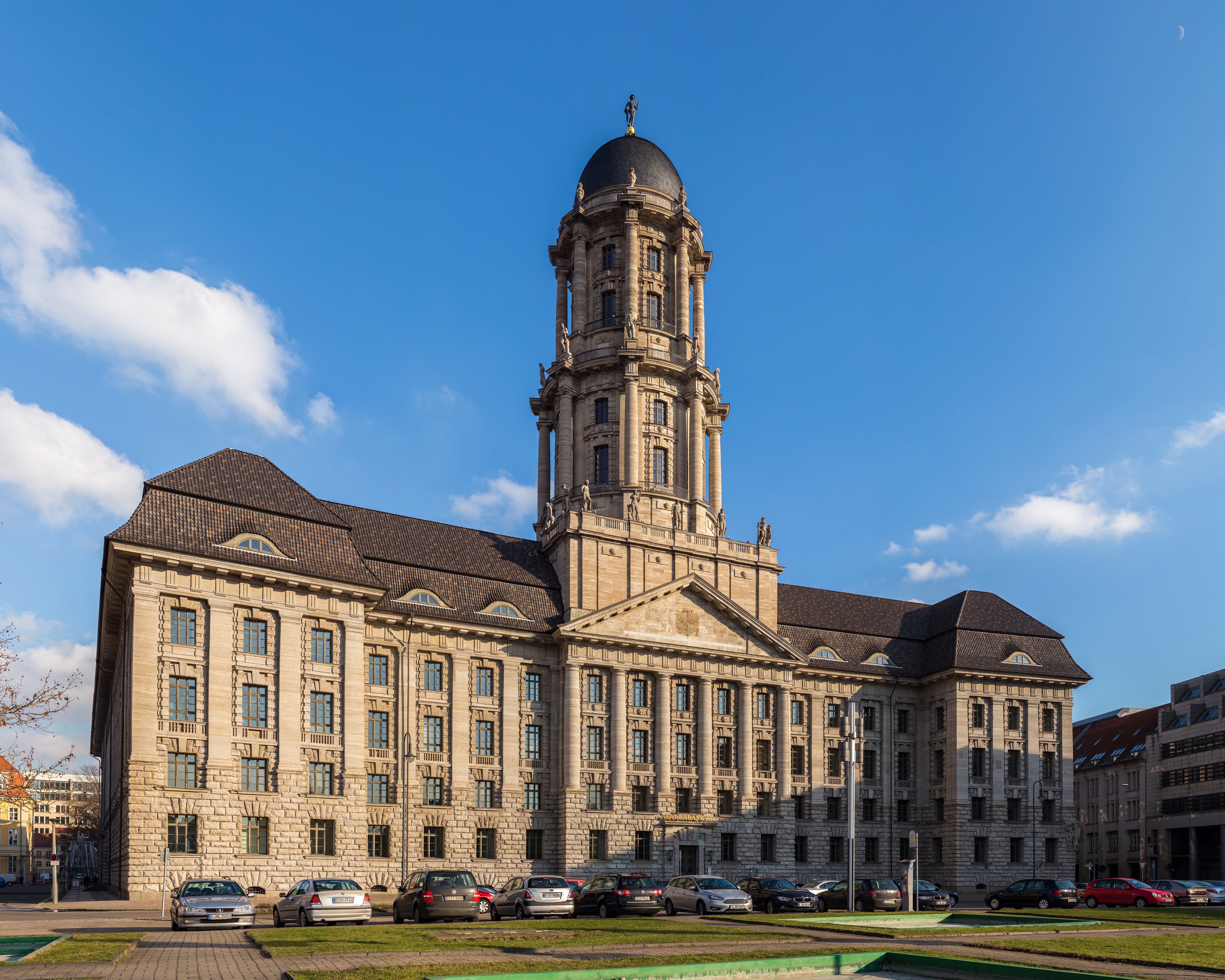
Dienstgebäude des Landesdenkmalamtes Berlin vom Molkenmarkt aus

Das Landesdenkmalamt Berlin hat seine Dienststelle in einigen Räumlichkeiten des im Jahr 1911 fertiggestellten Alten Stadthauses. Der Zugang befindet sich in der Klosterstraße 47 in Berlin-Mitte.

## Veröffentlichungen
Das Landesdenkmalamt veröffentlicht regelmäßig Publikationen über Berliner Bau-, Boden- und Kunstdenkmäler.
Aktuelle Neuerscheinungen:
- OST WEST OST. Karl-Marx-Allee und Interbau 1957. Hrsg. Landesdenkmalamt Berlin, 2024.[5]
- 30 Jahre Hauptstadtarchäologie. Festschrift für Karin Wagner. Hrsg. Landesdenkmalamt Berlin, 2023.[6]
- Der Petriplatz in Berlin-Mitte – Archäologisch-historische Studien. Hrsg. Landesdenkmalamt Berlin, 2021.
- Sechs Siedlungen der Berliner Moderne – Entwicklungen und Erfahrungen in der UNESCO-Welterbestätte. Hrsg. Landesdenkmalamt Berlin, 2021.
- Neue Blöcke für die Innenstadt. Die IBA ’87 in Berlin und der Wiederaufbau der Südlichen Friedrichstadt. Hrsg. Landesdenkmalamt Berlin, 2021.
- Die Königstraße im Wandel der Zeit – Archäologie und Geschichte einer Berliner Hauptstraße. Hrsg. Landesdenkmalamt Berlin, 2020.